# Het verboden elftal
Det forbudte landshold, vertaald Het verboden elftal, is een Deense sportdocumentaire uit 2003 onder regie van Rasmus Dinesen en Arnold Krøjgaard. De hoofdspelers zijn de beide trainers Jens Espensen en Michael Nybrandt, het Tibetaans voetbalelftal en in het slot het Groenlands voetbalelftal. Verder heeft de veertiende dalai lama Tenzin Gyatso een gastrol.
De film ontving de prijzen: Beste Speelfilm op het Krasnogorski International Filmfestival in Moskou, Special Mention op de FID in Marseille en de Publieksprijs op het International Sport Movies & TV Festival in Milaan. De slotwedstrijd werd rechtstreeks uitgezonden door de radiozender Free Tibet.

## Verhaal
De film speelt zich af in de aanloop naar de voetbalinterland op 30 juni 2001 tussen Tibet en Groenland, wat voor de Tibetaanse ballingen de eerste interland betekent na verschillende decennia eerder uit elkaar gevallen te zijn. De film begint vanaf de eerste trainingssessies in Dharamsala in Noord-India en eindigt enkele jaren later met het laatste fluitsignaal in Kopenhagen. De wedstrijd werd gewonnen door Groenland met 4-1.
De boeddhistische filosofie van het leven van de Tibetaanse spelers uit zich op het veld, waarbij ze geen agressie willen tonen. Dit leidt tot taferelen met de ambitieuze Deense trainer. Hij gelooft in discipline, hard werken en een sterke winnaarsmentaliteit.
De wedstrijd tussen Tibet en Groenland ondervond grote tegenwerking van de FIFA en de Chinese volksregering. De wedstrijd komt in gevaar wanneer maar acht Tibetaanse spelers de visa krijgen om af te reizen naar Denemarken. De coach heeft nog maar een paar dagen om Tibetaanse voetballers te vinden voor de ontbrekende plaatsen.